# Absolutnie
Absolutnie – solowy album muzyczny polskiego gitarzysty i wokalisty Tadeusza Nalepy.
Nagrania na LP zarejestrowano w Studiu "Tonpress" w Warszawie. Muzykę do wszystkich utworów napisał Tadeusz Nalepa, teksty piosenek – Bogdan Loebl. Winylowy LP i CD zostały wydane przez Polskie Nagrania „Muza” w 1991. Na płycie winylowej jest tylko dziesięć nagrań, wydanie kompaktowe poszerzono o utwory "Co tam jest" i "Ucisz lęki". 
W 1991 roku Polskie Nagrania zleciły tłoczenie próbne szwedzkiej firmie CD PLANT MFG (najwyżej 100 szt.), po uzyskaniu lepszej ceny na wyprodukowanie całego nakładu, kontrakt przypadł Węgrom.
Oba wydania różnią się szczegółami na tylnej okładce, i drukiem na samej cd (szwedzkie posiada tylko czarne napisy, węgierskie ma pomarańczowe obwódki), różnią się także numerami tzw. matrixa.
W 2008, po remasteryzacji nagrań, ukazał się digipak wydany przez Metal Mind Productions.

## Muzycy
- Tadeusz Nalepa – gitara, śpiew
- Grażyna Dramowicz – śpiew
- Marek Raduli – gitara
- Dariusz Janus – instrumenty klawiszowe
- Tomasz "Kciuk" Jaworski – gitara basowa
- Marek Surzyn – perkusja
- Tomasz Szukalski – saksofon (w "Ucisz lęki")

## Lista utworów LP
Strona A
| 1. | "Wiara w nowy dzień"       | 4:55  |
|    |                            |       |
| 2. | "Co to za człowiek"        | 3:35  |
|    |                            |       |
| 3. | "Zanim odnalazłem cię"     | 3:50  |
|    |                            |       |
| 4. | "Biegniesz tu"             | 3:10  |
|    |                            |       |
| 5. | "Pukam do drzwi twego snu" | 4:15  |
|    |                            |       |
|    |                            | 19:45 |
|    |                            |       |
Strona B
| 6.  | "Wara od mych marzeń"  | 3:40  |
|     |                        |       |
| 7.  | "Słuchaj rytmu"        | 3:30  |
|     |                        |       |
| 8.  | "Spokojnie swoje śnij" | 4:30  |
|     |                        |       |
| 9.  | "Tobie to mówię dziś"  | 3:45  |
|     |                        |       |
| 10. | "Nocą puka ktoś"       | 4:35  |
|     |                        |       |
|     |                        | 20:00 |
|     |                        |       |

## Lista utworów CD
| 1.  | "Wiara w nowy dzień"       | 4:58  |
|     |                            |       |
| 2.  | "Co to za człowiek"        | 3:39  |
|     |                            |       |
| 3.  | "Zanim odnalazłem cię"     | 3:57  |
|     |                            |       |
| 4.  | "Biegniesz tu"             | 3:12  |
|     |                            |       |
| 5.  | "Pukam do drzwi twego snu" | 4:18  |
|     |                            |       |
| 6.  | "Wara od mych marzeń"      | 3:44  |
|     |                            |       |
| 7.  | "Słuchaj rytmu"            | 3:34  |
|     |                            |       |
| 8.  | "Spokojnie swoje śnij"     | 4:30  |
|     |                            |       |
| 9.  | "Tobie to mówię dziś"      | 3:50  |
|     |                            |       |
| 10. | "Nocą puka ktoś"           | 4:39  |
|     |                            |       |
| 11. | "Co tam jest"              | 4:54  |
|     |                            |       |
| 12. | "Ucisz lęki"               | 1:28  |
|     |                            |       |
|     |                            | 46:43 |
|     |                            |       |

## Informacje uzupełniające
- Realizacja nagrań – Wojciech Przybylski
- Redakcja – Tomasz Kutyło
- Zdjęcia – Marek Karewicz
- Projekt graficzny okładki – Marek Karewicz
- Łączny czas nagrań (LP) – 39:45
- Łączny czas nagrań (CD) – 46:43